# Yang Ying (1977)
Ying Yang (杨影S; 13 luglio 1977) è un'ex tennistavolista cinese.

## Carriera
Fu campionessa del mondo di tennistavolo in doppio, doppio misto e nella gara a squadre. Inoltre può vantare nel proprio palmarès una medaglia d'argento conquistata alle Olimpiadi di Sydney 2000 nel doppio.